# Цедербаум Олександр Осипович
Олександр Осипович Цедербаум (рос. Александр Осипович Цедербаум; 27 серпня 1816, Замостя, Люблінська губернія — 7 вересня 1893, Санкт-Петербург) — російський публіцист, засновник і редактор перших у Російській імперії газет давньоєврейською мовою та їдиш.

## Біографія
Олександр Цедербаум народився 27 серпня 1816 року в місті Замостя, Люблінська губернія.
У 1869 році заснував у Одесі щотижневі газети «День» і «Посредник». Остання в 1870 році була перейменована у «Вестник русских евреев» і переведена в Санкт-Петербург.
Цедербаум був також засновником першої в Росії газети єврейською мовою «Ха-Мелиц» (або «Гамелиц», з 1861 року), редактором-видавцем якої він залишався до самої смерті. Головний редактор низки російських часописів, що виходили івритом, їдиш і російською мовою.
У листопаді 1884 року брав участь у єврейському Катовицькому з'їзді палестинофілів.
Автор творів, зокрема «Кетер Кагуна» (укр. «Корона священника»), Одеса, 1866 рік.